# Parlamentswahl in der Autonomen Gemeinschaft Baskenland 2024
- EH Bildu: 27
- Movimiento Sumar: 1
- PSOE: 12
- EAJ/PNV: 27
- PP+C's: 7
- VOX: 1

Die Wahl zum Parlament der Autonomen Gemeinschaft Baskenland der XIII. Legislaturperiode fand am 21. April 2024 statt.
Deutliche Zuwächse konnte mit EH Bildu ein Bündnis linker Separatisten verzeichnen. Die Mehrheit blieb aber weiterhin, mit der Spanischen Sozialistischen Arbeiterpartei (PSOE) und der Baskischen Nationalistischen Partei (PNV), bei zwei gemäßigten Parteien, die auch die bisherige Regierung gebildet hatten.